# Virgem da Lapa
Virgem da Lapa é um município brasileiro do estado de Minas Gerais. De acordo com o censo realizado em 2022 sua população era de 11 804 habitantes.

## História
Virgem da Lapa foi fundada em 27 de dezembro de 1948, em decorrência da emancipação político-administrativa do arraial de São Domingos do Arassuahy.

## Topônimo
O nome da cidade é uma referência a Nossa Senhora da Lapa, cuja imagem atribui-se ter sido encontrada por garimpeiros da região. O topônimo foi uma sugestão do então presidente da Câmara Municipal, Vicente Paulino Murta (mais conhecido pelo apelido "Seu Doce"), juntamente com outros representantes do recém-criado município.

## Geografia
Localiza-se na Mesorregião do Vale do Jequitinhonha 

### Rodovias
- MG-114
- BR-367

## Administração
- Prefeito: Averaldo Moreira Martins (Dim) (2025/2028)
- Vice-prefeito: Nego Tucano
- Presidente da Câmara: ? (2021/2022)